# 証券局
証券局（しょうけんきょく）は、かつての大蔵省に存在した内部部局の一つ。

## 沿革
- 設立経緯（池田勇人#講和・独立後の政権運営）。
- 1964年（昭和39年）6月18日 「理財局」の「証券部」と「経済課」を「証券局」に改組。
- 1998年（平成10年）6月22日 廃止される。

## 組織
- 総務課
- 証券市場課
- 企業財務課
- 証券業務課

## 歴代局長
| 氏名         | 在任期間                                              | 前職                                          | 後職                                    |
| ------------ | ----------------------------------------------------- | --------------------------------------------- | --------------------------------------- |
| 松井直行     | 1964年（昭和39年）6月18日 - 1966年（昭和41年）5月10日 | 大臣官房財務調査官                            | 退官                                    |
| 加治木俊道   | 1966年（昭和41年）5月10日 - 1967年（昭和42年）8月4日  | 大臣官房財務調査官                            | 退官                                    |
| 吉国二郎     | 1967年（昭和42年）8月4日 - 1967年（昭和42年）11月7日  | 東京国税局長                                  | 主税局長                                |
| 広瀬駿二     | 1967年（昭和42年）11月7日 - 1969年（昭和44年）5月10日 | 大臣官房財務調査官                            | 退官                                    |
| （坂野常和） | 1969年（昭和44年）5月10日 - 1969年（昭和44年）8月6日  | （大臣官房審議官が証券局長心得兼務）          | （大臣官房審議官が証券局長心得兼務）    |
| 志場喜徳郎   | 1969年（昭和44年）8月6日 - 1971年（昭和46年）6月11日  | 大臣官房付 日本銀行政策委員会大蔵省代表委員   | 退官                                    |
| 坂野常和     | 1971年（昭和46年）6月11日 - 1973年（昭和48年）6月26日 | 大臣官房付・ 日本銀行政策委員会大蔵省代表委員 | 退官                                    |
| 高橋英明     | 1973年（昭和48年）6月26日 - 1974年（昭和49年）6月26日 | 経済企画庁長官官房長                          | 銀行局長                                |
| 田辺博通     | 1974年（昭和49年）6月26日 - 1975年（昭和50年）7月8日  | 大臣官房審議官                                | 銀行局長                                |
| 岩瀬義郎     | 1975年（昭和50年）7月8日 - 1976年（昭和51年）6月11日  | 大臣官房審議官                                | 理財局長                                |
| 安井誠       | 1976年（昭和51年）6月11日 - 1977年（昭和52年）6月10日 | 大臣官房付・ 日本銀行政策委員会大蔵省代表委員 | 退官                                    |
| 山内宏       | 1977年（昭和52年）6月10日 - 1978年（昭和53年）5月10日 | 大臣官房審議官                                | 退官                                    |
| 渡辺豊樹     | 1978年（昭和53年）5月10日 - 1979年（昭和54年）7月10日 | 大臣官房審議官                                | 公正取引委員会事務局長                  |
| 吉本宏       | 1979年（昭和54年）7月10日 - 1981年（昭和56年）6月26日 | 理財局次長                                    | 理財局長                                |
| 禿河徹映     | 1981年（昭和56年）6月26日 - 1982年（昭和57年）6月1日  | 経済企画庁長官官房長                          | 大臣官房付 →6月17日内閣官房内閣審議室長 |
| 水野繁       | 1982年（昭和57年）6月1日 - 1983年（昭和58年）6月7日   | 大臣官房審議官                                | 国税庁長官                              |
| 佐藤徹       | 1983年（昭和58年）6月7日 - 1985年（昭和60年）1月31日  | 理財局次長                                    | 死亡                                    |
| （橋本貞夫） | 1985年（昭和60年）1月31日 - 1985年（昭和60年）2月8日  | （大臣官房審議官が証券局長心得兼務）          | （大臣官房審議官が証券局長心得兼務）    |
| 岸田俊輔     | 1985年（昭和60年）2月8日 - 1986年（昭和61年）6月10日  | 国税庁次長                                    | 退官                                    |
| 北村恭二     | 1986年（昭和61年）6月10日 - 1987年（昭和62年）6月23日 | 大臣官房総務審議官                            | 退官                                    |
| 藤田恒郎     | 1987年（昭和62年）6月23日 - 1988年（昭和63年）6月15日 | 大臣官房付・ 日本銀行政策委員会大蔵省代表委員 | 退官                                    |
| 角谷正彦     | 1988年（昭和63年）6月15日 - 1990年（平成2年）6月29日  | 大臣官房総務審議官                            | 国税庁長官                              |
| 松野允彦     | 1990年（平成2年）6月29日 - 1992年（平成4年）6月26日   | 大臣官房審議官                                | 退官                                    |
| 小川是       | 1992年（平成4年）6月26日 - 1993年（平成5年）6月25日   | 会計センター所長 兼大臣官房審議官             | 主税局長                                |
| 日高壮平     | 1993年（平成5年）6月25日 - 1996年（平成8年）1月5日    | 大臣官房総務審議官                            | 国税庁長官                              |
| 長野庬士     | 1996年（平成8年）1月5日 - 1998年（平成10年）4月27日   | 大臣官房付・ 日本銀行政策委員会大蔵省代表委員 | 退官                                    |
| （山本晃）   | 1998年（平成10年）4月27日 - 1998年（平成10年）6月22日 | （大臣官房審議官が証券局長心得兼務）          | （大臣官房審議官が証券局長心得兼務）    |